# チェーザレ・パヴェーゼ
チェーザレ・パヴェーゼ（Cesare Pavese, 1908年9月9日 - 1950年8月27日）は、イタリアの詩人で小説家、文芸評論家、翻訳者。20世紀のイタリア文学におけるネオレアリズモの代表的な作家の一人。マルクス主義者でもあり、第二次世界大戦下、イタリアのパルチザン活動も行っていた。

## 経歴
父はトリノの裁判所に勤め、家族で避暑に訪れていた、トリノとジェノヴァの中間にあるクーネオ県ランゲ丘陵地帯の農村サント・ステーファノ・ベルボに生まれる。幼少時代にはこの別荘で多く過ごすが、パヴェーゼが6歳の時に父が病死。トリノでダゼッリオ高校に通い、作家でもある教師アウグスト・モンティに教えを受ける。トリノ大学では、ギリシア・ラテン古典文学、アメリカ文学やジェームズ・フレイザー「金枝篇」に没頭、ホイットマン論を書いて卒業した。卒業後は雑誌『クルトゥーラ』にアメリカ文学論を書きながら、メルヴィル、ジェイムス・ジョイスなど英米作品の翻訳を発表。しかし生活費には足りず、母の死後は姉の家に寄食し続け、高校教師の職を得るためにファシスト党へ入党した。一方でレオーネ・ギンツブルグの始めた出版社エイナウディ社に加わる。
1934年にギンツブルグが逮捕されると、パヴェーゼは「クルトゥーラ」誌編集長となる。しかし1935年に200人のトリノ知識人が一斉検挙されたことに巻き込まれ、流刑3年に処せられてイタリア半島南端カラーブリア州ブランカレオーネに送られる。ここで読書と詩作に専念した。ギンツブルグに紹介された『ソラーリア』誌から1936年に処女詩集「働き疲れて」出版。その2ヶ月後に恩赦によりトリノへ帰った。しかしこの時に恋人の婚約の事実を知る。
エウジェーニア・ルアータの紹介でパーオロ・チナンニの個人教師をしながら詩や短篇小説を書き続け、また英米文学の翻訳も続け、1938年から40年の間に長篇「流刑」「故郷」「美しい夏」を書き上げる。1938年にエイナウディ社の編集部責任者となり、41年にその新進作家叢書の第1巻として「故郷」を出版。「故郷」は、パンクラツィ、エミリオ・チェッキらに高く評価されて、ジョヴァンニ・ヴェルガの文体の再発見とも言われ、またエリオ・ヴィットリーニ「シチリアでの会話」とともにネオレアリズモ文学の源流と言われている。
1950年6月に長篇「美しい夏」（「丘の上の悪魔」「孤独な女たち」併録）によってストレーガ賞を受賞。続く新作「月と篝火」も注目を集めていた1950年8月、トリノ駅前のホテルの一室で服薬自殺を遂げた。
パヴェーゼの没後、エイナウディ社ではイタロ・カルヴィーノを中心にして遺稿を整理し、1951年に評論集「アメリカ文学論その他」、詩集「死がきておまえの目をとるだろう」、52年に流刑中から死の直前まで書き続けていた日記「生きるという仕事」、53年に1936-37年に書かれた短篇集「祭の夜」などを刊行。1960-66年には「チェーザレ・パヴェーゼ作品集 全8巻」を刊行した。またその後「チャウ・マジーノ」と題された未刊行短篇集の原稿が発見され、1968年に刊行された。

## 作品
- Lavorare stanca (Hard labor), poems 1936; expanded edition 1943
- 『故郷』 Paesi Tuoi (Your Villages), novel 1941
- 『浜辺』 La Spiaggia (The Beach), novel 1941
- Feria d'agosto (August Holiday) 1946
- 『青春の絆』Il Compagno (The comrade), novel 1947
- Dialoghi con Leucò (Dialogues with Leucò), Philosophical dialogues between classical Greek characters  1947
- Prima che il gallo canti (Before the Cock Crows), two novellas La casa in collina (The house on the hill) and Il carcere (The Prison), 1949
- 『美しい夏』 La bella estate (The Fine Summer), Three novellas including 『女ともだち』Tra donne sole (Women on their own), 1949 - ストレーガ賞受賞
- 『月とかがり火』 La luna e i falò (The Moon and the Bonfire), novel 1950
- Verrà la morte ed avrà i tuoi occhi (Death will come and will have your eyes), poems, 1951
- Il mestiere di vivere: Diario 1935–1950, The business of living: Diaries 1935-1950 (published in English as The Burning Brand), 1952
- Saggi Letterari Literary Essays
- Racconti – two volumes of short stories
- Lettere 1926-1950 – two volumes of letters